# Huli, Xiamen
Huli är ett stadsdistrikt i Xiamens subprovinsiella stad  i provinsen Fujian i sydöstra Kina. Distriktet omfattar den norra delen av ön Xiamen och ligger omkring 210 kilometer sydväst om provinshuvudstaden Fuzhou.
Huli är indelat i fem stadsdelsdistrikt och två administrativa enheter på sockennivå.
Stadsdelsdistrikt (jiedao):

- Dianqian (殿前街道)
- Heshan (禾山街道)
- Huli (湖里街道)
- Jiangtou (江头街道)
- Jinshan (金山街道)

Områden på sockennivå:
- Huoju Gaojishu Kaifaqu high-tech utvecklingszon (火炬高技术开发区)
- Xiangyu Baoshuiqu frihandelszon (象屿保税区)

## Övriga länkar
- Wikimedia Commons har media som rör Huli, Xiamen.